# Rafael Latapia
Rafael Latapia Villarte (Saragozza, 24 ottobre 1962) è un allenatore di calcio ed ex calciatore spagnolo, di ruolo attaccante, tecnico della formazione giovanile dell'UD Amistad.

## Carriera

### Giocatore
Iniziò a giocare a calcio nella squadra della sua città: il Real Saragozza. Esordì in Primera División a 19 anni, il 17 gennaio 1982 in casa dell'Osasuna (1-0) entrando in campo al 77' al posto di Pedro Camus.
Collezionò in totale 14 presenze in massima serie, tra il 1982 e il 1986.
Nel 1986 il Real Saragozza vinse la Coppa del Re. Nella stessa stagione, la squadra filiale del Deportivo Aragón giocò la sua prima e unica stagione in Segunda División. Latapia giocò 34 partite segnando 4 gol, ma la squadra arrivò in terzultima posizione e retrocesse.
A fine anno Latapia lasciò il Real Saragozza e passò al Club Deportivo Logroñés, in Segunda División. Latapia fu il miglior marcatore della sua squadra con 14 gol, e il quarto del campionato. Il Logroñés si classificò al secondo posto, dietro al Valencia, e ottenne la prima promozione in massima serie nella sua storia.
Tuttavia, Latapia si trasferì all'Hércules. Giocò una stagione col club di Alicante, che arrivò al terzultimo posto in classifica e retrocesse in Segunda B.
Nel 1989 fu ingaggiato dal Levante. Nella prima stagione la squadra ottenne la salvezza, arrivando al 15º posto e Latapia segnò 6 gol. Nella stagione successiva invece arrivò al penultimo posto e retrocesse. 
L'attaccante aragonese si trasferì in Segunda B, dove restò per quattro stagioni, vestendo le maglie di Orihuela, Cultural Leonesa, Ourense e Andorra Club de Fútbol. Dal 1994 al 1996 giocò nella Tercera División con il Barbastro. Nel 1996 si ritirò e intraprese la carriera da allenatore.

### Allenatore
Iniziò ad allenare le giovanili dell'Unión Deportiva Amistad, squadra con sede a Saragozza. Vi restò per sette stagioni, dal 1994 al 2001, vincendo diversi titoli a livello giovanile.
Dal 2001 al 2009 allenò le giovanili del Real Saragozza, squadra in cui aveva militato da giocatore, sulla panchina della squadra della categoria Primera Infantil.
Nel 2009 tornò all'U.D. Amistad.

## Palmarès
- Coppa di Spagna: 1

Real Saragozza: 1986